# Objektstrukturplan
Dieser Artikel wurde aufgrund inhaltlicher und/oder formaler Mängel auf der Qualitätssicherungsseite des Portals Wirtschaft eingetragen. 
Du kannst helfen, indem du die dort genannten Mängel beseitigst oder dich an der Diskussion beteiligst.
Der Objektstrukturplan (OSP) stellt eine ergänzende Planungshilfe zum Projektstrukturplan (PSP) dar.

## Ziel/Zweck
1. Schaffung einer gemeinsamen Sichtweise des im Zuge eines Projekts zu bearbeitenden Objekts
2. Wesentliche Basis für die Projektstrukturplanung

## Vorgehensschritte
1. Listung von Objekten
2. Gliederung der Teile, Baugruppen und Subsysteme des Objektsystems nach ihrer Zusammengehörigkeit in Listenform oder Baumstruktur (Stückliste, Komponentenliste, Bauteilliste, Rezeptur, Module, Funktionseinheiten u. Ä.).
3. Der Objektstrukturplan liegt entweder bei Projektbeginn vor (Auftrags-abwicklungsprojekt) oder stellt einen wesentlichen Teil der inhaltlichen Bearbeitung des Projekts dar (Vorprojekt, Machbarkeitsstudie etc.).